# 莲座状党参
莲座状党参（学名：Codonopsis rosulata）是桔梗科党参属的植物，为中国的特有植物。其葉片長成蓮座狀。分布于中国大陆的四川等地，生长于海拔2,600米至3,000米的地区，多生在山地草丛或松树林缘，目前尚未由人工引种栽培。